# March Engineering
March Engineering je nekdanje britansko moštvo Formule 1, ki je dirkalo med sezonama 1970 in 1992. V tem času so nastopili na 197 dirkah ter dosegli tri zmage,  štiri najboljše štartne položaje in sedem najhitrejših krogov. Najuspešnejša sezona za March Engineering je bila njihova prva sezona 1970, ko so z eno zmago in osmimi uvrstitvami na oder za zmagovalce končali na tretjem mestu v konstruktorskem prvenstvu z 48-imi točkami.

## Dirkači
- Jackie Stewart (1970)
- Mario Andretti (1970)
- Chris Amon (1970)
- Niki Lauda (1971 - 1972)
- Ronnie Peterson (1970 - 1972, 1976)
- Henri Pescarolo (1971 - 1973)
- Niki Lauda (1971 - 1972)
- Rolf Stommelen (1972)
- Hans-Joachim Stuck (1974 - 1977)
- Ivan Capelli (1987 - 1989)

## Popoln pregled rezultatov
Glej rezultati moštva March v Formuli 1